# Milpoš
Milpoš (węg. Milpos) – wieś (obec) na Słowacji, w kraju preszowskim, w powiecie Sabinov. Została utworzona w 1950 roku poprzez odłączenie osady Milpoš od wsi Hanigovce.